# 松本周一
松本 周一（まつもと しゅういち、1864年〈元治元年〉 - 没年不明）は、日本の養蚕家、政治家。鳥取県西伯郡崎津村会議員。崎津信用購買販売利用組合組合長。

## 経歴
鳥取県西伯郡崎津村大字葭津（現・米子市葭津）出身。村会議員や村農会長をつとめ、村治産業に尽瘁する。1891年（明治24年）頃、貯金組合を起す。産業組合法が発布されると、村内の有志と計り37名の組合員を以て産業組合を発足させ、推されてその組合長に就任する。組合事業の発展に尽くし、遂に県下有数の優良組合となる。

## 人物
蚕業に対して非常に熱心家で、県蚕業試験場、郡蚕糸同業組合の技術員等に就き蚕種の選択から芽桑の選択ないし飼育上の要訣に至るまで、詳細な指導を受け養蚕上の実地にあたる。年々優良な成績を収める模範養蚕家である。
『西伯之資力 大正11年10月調』によると、松本周一が所有する地価金額は1071円97銭である。